# Mechelse Poort

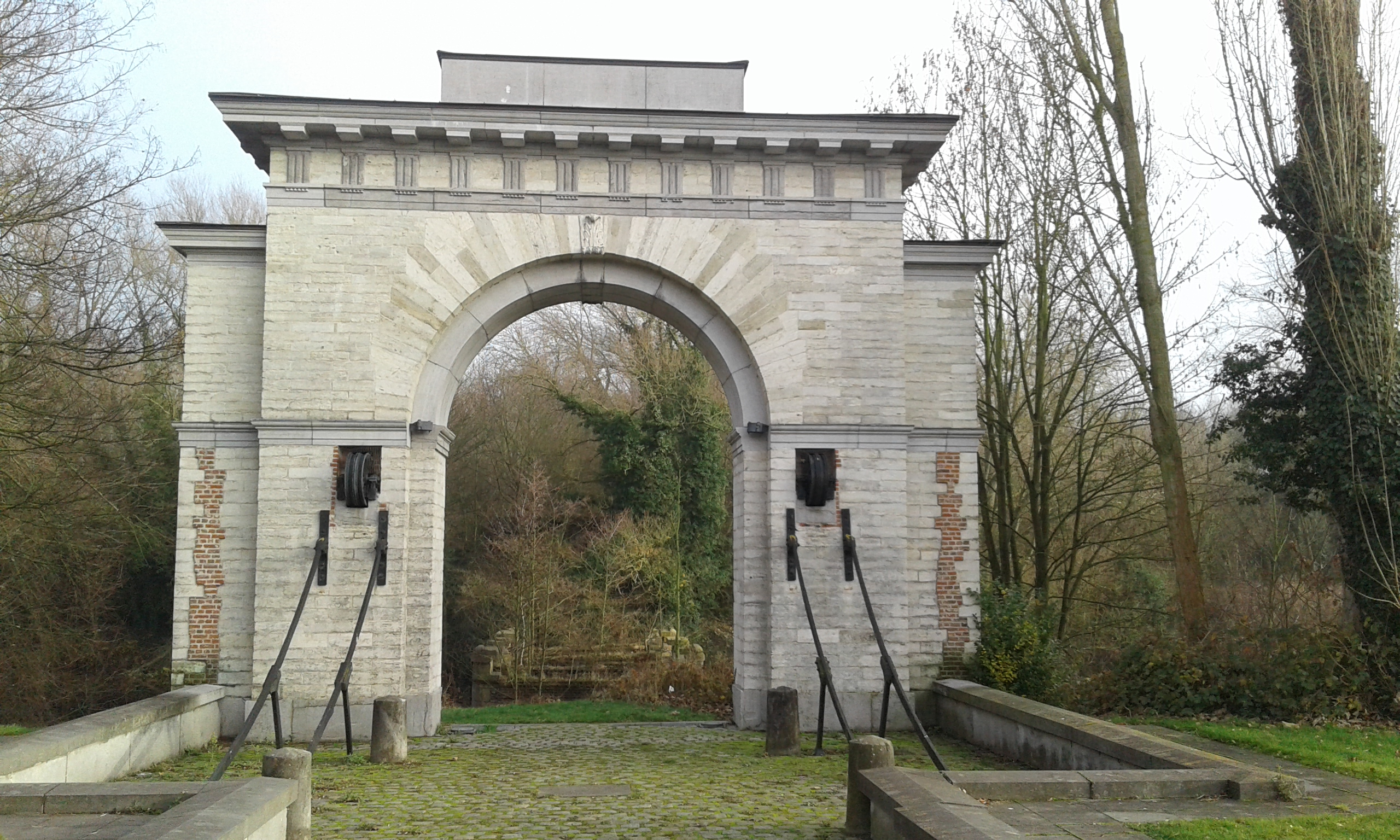
Mechelse Poort

De Mechelse Poort is een stadspoort in de Oost-Vlaamse stad Dendermonde, gelegen aan de Leopoldlaan.

## Geschiedenis
De Mechelse Poort was één van de vier stadspoorten van de middeleeuwse stadsomwalling die in 1295-1296 voor het eerst werd vermeld. Tijdens de Gentse Opstand werd de poort in 1380 dichtgemetseld en vernield. Ook in 1584 werd de poort beschadigd bij de inname door de troepen van Alexander Farnese.
In 1708 werd de poort herbouwd volgens de principes van Vauban. In 1822 werd de oude poort gesloopt en vervangen door een nieuwe poort in het kader van de oprichting van de Wellingtonbarrière. De poort, naar ontwerp van Cornelis Alewijn, bestond uit een binnenpoort en een buitenpoort, gescheiden door een ravelijn dat door middel van twee ophaalbruggen kon worden overgestoken. In 1933-1934 werd een betonnen viaduct in het gebied aangelegd waarbij wallen en grachten werden afgegraven respectievelijk opgevuld. De buitenpoort werd vrijwel geheel gesloopt.
Van 2001-2003 werd de poort gerestaureerd.

## Gebouw
Slechts de binnenpoort is bewaard gebleven. Hij bestaat uit een bakstenen constructie die bekleed is met Gobertangesteen en Doornikse steen. Hij is vormgegeven als een triomfboog in neoclassicistische stijl. Het ophaalmechanisme van de brug, naar het systeem-Bélidor, bleef bewaard. De brug zelf werd in de jaren '50 van de 20e eeuw vervangen door een vaste brug.